# Nobuki Hara
Nobuki Hara (født 6. september 1979) er en tidligere japansk fodboldspiller.
Han har spillet for flere forskellige klubber i sin karriere, herunder Cerezo Osaka, Yokohama F. Marinos og Vissel Kobe.